# Boulengerula
Boulengerula is een geslacht van wormsalamanders (Gymnophiona) uit de familie Herpelidae. De groep werd voor het eerst wetenschappelijk beschreven door Gustav Tornier in 1896.
Er zijn zeven soorten die voorkomen in delen van Afrika en leven in de landen Tanzania, Kenia, Rwanda en Malawi. Waarschijnlijk komen de soorten ook voor in Oeganda, Congo-Kinshasa, Zambia en Burundi.

## Soorten
- Soort Boulengerula boulengeri
- Soort Boulengerula changamwensis
- Soort Boulengerula denhardti
- Soort Boulengerula fischeri
- Soort Boulengerula niedeni
- Soort Boulengerula spawlsi Wilkinson, Malonza, Patrick & Loader, 2017
- Soort Boulengerula taitana
- Soort Boulengerula uluguruensis